# فضائل القرآن (المستغفري)
كتاب فضائل القرآن، هو كتاب من تأليف أبي العباس جعفر بن محمد المعتز محمد بن المستغفر بن الفتح بن إدريس المستغفري.

## وصف
والكتاب لأجل رصد فضائل القرآن الكريم، فقد ذكر المؤلف فيه موضوعات تخص القرآن الكريم، بدأها بذكر الوعيد لمن يتأكل بالقرآن، ولم يكن الكتاب في معرفة الفضائل فحسب بل تطرق لموضوعات عدة مثل أخذ الأجرة على القرآن الكريم، والفتح على الإمام، والنهي عن كتابة القرآن على الأرض، وما جاء في نقط المصاحف وشرائها وبيعها، ثم بدأ في لب الكتاب وهو: ذكر فضائل القرآن فذكر فضل الاستعاذة، والتسمية، ثم فضل سور القرآن الكريم مرتبا، وفي الحقيقة لم يكن القسم الأول وهو المسائل المتعلقة بالقرآن بأقل من ذكر الفضائل بل أخذ تقريبا نصف الكتاب.
والكتب في فضائل القرآن كثيرة، وقد أفرده بالتأليف عدد من علماء المسلمين، يقول السيوطي: «أفرده بالتصنيف أبو بكر بن أبي شيبة والنسائي وأبو عبيد القاسم بن سلام وابن الضريس وآخرون».
يتضح من عنوان الكتاب ومحتواه أنه لأجل رصد فضائل القرآن الكريم، فقد ذكر المؤلف فيه موضوعات تخص القرآن الكريم، بدأها بذكر الوعيد لمن يتآكل بالقرآن، ولم يكن الكتاب في معرفة الفضائل فحسب بل تطرق لموضوعات عدة مثل أخذ الأجرة على القرآن الكريم، والفتح على الإمام، والنهي عن كتابة القرآن على الأرض، وما جاء في نقط المصاحف وشرائها وبيعها، ثم بدأ في لب الكتاب وهو: ذكر فضائل القرآن فذكر فضل الاستعاذة، والتسمية، ثم فضل سور القرآن الكريم مرتبا، وفي الحقيقة لم يكن القسم الأول (وهو المسائل المتعلقة بالقرآن) بأقل من ذكر الفضائل، بل أخذ تقريبا نصف الكتاب.

## محتويات
قسم المستغفري كتابه إلى ثلاثة وعشرين جزءا، إلا أن النسخة التي طبعت قد بدئت بالجزء الخامس، فالجزء الأول إلى الرابع مفقود، وهذه الأجزاء على النحو التالي:
الخامس: ذكر فيه مسألة أخذ الأجرة في تعليم القرآن، وما جاء في وصف الخوارج من قراءتهم للقرآن دون تدبره، وما يستحب للقارئ من تدبر الآية.
السادس: ذكر فيه ما يستحب للقارئ من الجواب والشهادة، وما جاء من كره دراسة القرآن آخر النهار، وما جاء في السواك لقراءة القرآن.
السابع: ذكر فيه مكروهات عدة، فذكر من كره للمحدث قراءة القرآن، ومن كره للمحدث مس القرآن، ومن كره للجنب والحائض قراءة القرآن.
الثامن: ذكر فيه ما جاء في الرجل يقرأ القرآن قائما أو مضطجعا أو على راحلته، وما ما جاء في النهي عن حمل المصحف إلى أرض العدو، وما جاء في النهي عن المراء في القرآن الكريم، وما جاء في ثواب من خلف بعد موته مصحفا.
التاسع: ذكر فيه ما جاء أن القرآن يرفع، وما جاء في الاسترقاء بالقرآن والاستشفاء به، وما جاء في تعلم القرآن خمس آيات ثم خمس آيات.
العاشر: ذكر فيه ما جاء من أن القرآن أنزل على كذا حرف.
الحادي عشر: ذكر فيه ما روي من جمع القرآن للمصحف كيف كان، وما جاء في عرض القراء القرآن، وما جاء في ثواب من خلف بعد موته مصحفا.
الثاني عشر: وقد ذكر في هذا الجزء ما جاء أن من الليل ساعة لا يوافقها مسلم يسأل الله فيها خيرا إلا أعطاه إياه، وما جاء في وصف قيام ليل النبي صلى الله عليه وسلم، وما جاء في استفتاح قيام الليل بركعتين خفيفتين، وما روي فيمن غلبته عيناه عن جزئه.
الثالث عشر: ذكر فيه ما جاء في القارئ يحفظ على حزبه من القرآن بالليل والنهار، وما جاء في قيام رمضان.
الرابع عشر: ذكر فيه ما جاء في فضائل سورة الفاتحة، وما جاء في التأمين عن الفراغ منها، وما جاء في فضل سور البقرة وآل عمران والنساء.
الخامس عشر: ذكر فيه ما جاء في كراهية قول القائل: سورة البقرة دون تقييدها بذكر التي يذكر فيها البقرة، وما جاء في فضل آية الكرسي وخواتيم سورة البقرة، وما جاء في فضل سورة المائدة.
السادس عشر: ذكر فيه فضائل سور الأنعام والأعراف والأنفال وبراءة وهود ويوسف والرعد والنحل وإسرائيل والكهف، ومريم، وطه، والأنبياء والحج والمؤمنين والنور والقصص والعنكبوت والروم.
السابع عشر: ذكر فيه فضائل سور السجدة ويس وغافر والصافات والدخان والجاثية وما جاء في المفصل، ومن سورة الفتح إلى سورة الواقعة.
الثامن عشر: ذكر فيه فضائل السور من سورة الحديد إلى سورة التين.
التاسع عشر: ذكر فيه فضائل السور من العلق إلى سورتي المعوذتين.
الجزء العشرون: ذكر فيه آية فيها شفاء للمريض، وآية فيها تفويض وفرج، وآية فيها اسم الله الأعظم ونحو ذلك.
الحادي والعشرون: ذكر فيه حديث أبي بن كعب في فضائل جميع السور، وجماع أبواب السجود، أي: سجود التلاوة في القرآن الكريم.
الثاني والعشرون: ذكر فيه أيضا مسائل تتعلق بسجود التلاوة.
الثالث والعشرون: أكمل فيه مسائل السجود.

## منهجه في الكتاب
1. جرى المصنف على عادة المصنفين في القرن الخامس، غير ملتزم بشرط وغير مقيد بقيد، فجاء كتابه جامعا لكل ما وقع تحت يده.
2. لا يتكلم على مروياته بشيء من التعليل، إلا النزر اليسير.
3. ينسب الأعلام المهملين، فإذا ورد في الإسناد محمد يبين من هو فيقول يعني ابن فلان.[4]